# Chelonomima proloxocera
Chelonomima proloxocera är en tvåvingeart som beskrevs av Speiser 1922. Chelonomima proloxocera ingår i släktet Chelonomima och familjen vapenflugor. Inga underarter finns listade i Catalogue of Life.